# Karl Genberg
Karl Genberg, född 17 september 1711 i Sundsvall, död 26 maj 1799 i Arnäs socken, var en svensk präst och riksdagsman.

## Biografi
Karl Genberg var son till rådmannen i Sundsvall Jonas Genberg och Nils Fredrik Bibergs syster Sara Biberg/Bidenia, och sonson till Sundsvalls borgmästare, riksdagsmannen Olof Genberg. Sedan han 1729 blivit student, promoverades han 1737 till magister för att två år därefter prästvigas. Hans avhandlingar från universitetet, De Medelpadia antiqua et hodierna, lades fram under presidium av Matthias Asp och Andreas Grönwall, och har varit värdefulla källor till Medelpads sägner, sedvanor och kultur.
Från 1741 var han biskopsadjunkt till Nicolaus Sternell. Han hade därefter olika befattningar som lektor och var tidvis rektor för gymnasiet. 1763 utnämndes han till kyrkoherde i Arnäs socken, och blev året därpå kontraktsprost över Norra Ångermanland. 1779 blev Genberg teologie doktor.
Genberg var fullmäktig vid riksdagen 1778.
Genberg var gift med Margaretha Kenzelia, en ättling på mödernet till Katarina Bure. Ett av deras barn var Jonas Genberg, och Carl Olof Delldén var deras dotterson.

### Fotnoter
1. ↑  ”Arkiverade kopian”. Arkiverad från originalet den 16 december 2013. https://web.archive.org/web/20131216013325/http://libris.kb.se/bib/2099335. Läst 7 december 2013.
2. ↑  ”Arkiverade kopian”. Arkiverad från originalet den 16 december 2013. https://web.archive.org/web/20131216013323/http://libris.kb.se/bib/2099336. Läst 7 december 2013.